# Mimegralla deferens
Mimegralla deferens är en tvåvingeart som först beskrevs av Malloch 1935.  Mimegralla deferens ingår i släktet Mimegralla och familjen skridflugor.
Artens utbredningsområde är Samoa. Inga underarter finns listade i Catalogue of Life.